# リトラ (ウルトラ怪獣)
リトラは、特撮テレビドラマ『ウルトラQ』をはじめとする「ウルトラシリーズ」に登場する怪獣。別名は原始怪鳥。

## 『ウルトラQ』に登場するリトラ
第1話「ゴメスを倒せ！」に登場。
古代に生息した鳥類と爬虫類の中間生物で、学名はリトラリア（LITTLALIAまたはLitolaria）。ゴメスと同じく東海弾丸道路第三工区の地底に眠っていたが、工事中に蛹の状態で見つかり、孵化する。最後の武器として口からシトロネラ酸（シトロネラアシッド）という強酸性の液体を放射して浴びせるが、これを使うと自身も体内の呼吸器が溶解して死に至る。
ゴメスとの対決では尾で叩かれたり牙で噛みつかれたりと苦戦するが、ゴメスの右目を嘴で突いたことから形勢は逆転する。最後はシトロネラアシッドでゴメスを倒し、その直後に絶命する。道路完成後、その傍のリトラが息絶えた場所には、次郎少年の手によってリトラの墓が建立された。
- 名前の由来は「リトル（小さい）」から[13][4]。
- 「シトロネラアシッド」は、ミカン科の植物citron（シトロン）の香りを持つイネ科の植物citronella（シトロネラ）と acid（アシッド、日本語で「酸」の意味）の合成語。
- 本話の脚本を担当した千束北男は、ゴメスの天敵は小さい方が視聴者が応援したくなるとの考えから小型の鳥怪獣と設定した[14][15]。先に撮影された第12話「鳥を見た」でのラルゲユウスの特撮が苦労したため、監督の円谷一は監修の円谷英二から鳥はやめるよう言われていたが、それを聞いた千束は意地になったという[14]。
- デザインは東宝特殊美術課の井上泰幸[4][15]。脚本ではクジャクのような優美な姿とされていた[4]。ミニチュアは『三大怪獣 地球最大の決戦』の操演用ラドンを元に利光貞三が造型し[出典 6][注釈 3]、尻尾には孔雀の羽根が使われた[21]。嘴はFRP樹脂製[22]。撮影終了後にはリトラの姿のまま東宝に返却され、倉庫に保管されている写真が現存する[23][16]。後に『ゴジラ・エビラ・モスラ 南海の大決闘』の大コンドルに改造された[18][注釈 4]。
- 『総天然色ウルトラQ』では、デザイン画の配色をもとに着色されたが、一部はミニチュアの材質から判断された[6][5]。とさかはデザイン画では赤かったが、尾羽根と同じくクジャクの羽根が用いられていることから青系の色とされた[6][5]。

## 『大怪獣バトル』に登場するリトラ（S）
本シリーズでは主人公・レイが使用する味方側の怪獣の1匹として登場。『ウルトラQ』時代よりも大型の個体で、リトラ（S）と命名されている。
『大怪獣バトル』以降の世界観・時系列でレイのリトラ（S）が登場する『ウルトラマンゼロ』関連の作品における活躍についても述べる。

### 『ウルトラギャラクシー大怪獣バトル』に登場するリトラ（S）
特撮テレビドラマ『ウルトラギャラクシー大怪獣バトル』第2話「五人目のクルー」から登場。
元は惑星ボリスに住む怪獣。ジュランとの戦いでシトロネラアシッドを吐き、絶命寸前のところをレイのバトルナイザーに取り込まれて以降、レイの手持ち怪獣となる。他の怪獣よりも小さいが、素早い動きと爪や嘴、口から吐く火球で勇敢に立ち向かうほか、ツインテールを持ち上げて地面に叩き落とす場面もある。また、レイを背中に乗せての移動手段としても用いられる。
- モノクロ作品だった『Q』以来41年ぶりの映像出演であり、カラー作品に登場したのは初となった。劇中ではすべてCGで表現されている（以降の作品でも同様）。
- デザインは酉澤安施が担当した[31]。配色は、『Q』でのものがラドンの流用であったという証言を基に、アースカラーで設定された[31]。
- 口から吐く炎球は、『大怪獣バトル ULTRA MONSTERS NEO』では「ファイヤーアタック」と表記されている。

#### 原始怪鳥 ファイヤーリトラ
特撮テレビドラマ『ウルトラギャラクシー大怪獣バトル』第4話「ベムスター参上！」から登場。
レイのバトルナイザーに回収されて復活したリトラ（S）がバトルナイザーの影響で新たに見せた最強攻撃形態。全身の体色が赤く染まっている。全身に纏った燃え上がる高熱火炎を巨大な火の鳥状に変形し、敵に向かって突進攻撃を仕掛けるファイヤーストライクを必殺技とする。
- デザインは酉澤安施が担当した[31]。デザイン案では『Q』でのものに部分的に炎の要素を加えたものや、全体的に炎の意匠を加えたものなどがあった[31]。決定稿での名称はバーニングリトラであった[31]。
- 『ウルトラギャラクシー大怪獣バトル NEVER ENDING ODYSSEY超全集』では、ファイヤーリトラへの変身能力を得たのはバトルナイザーの影響によるものと推測している[33]。

### 『ウルトラギャラクシー大怪獣バトル NEVER ENDING ODYSSEY』に登場するリトラ（S）
特撮テレビドラマ『ウルトラギャラクシー大怪獣バトル NEVER ENDING ODYSSEY』第2話「レイオニクスバトル」から登場。
前作から引き続き、レイのパートナー怪獣として活躍。第2話ではゴモラの援護の際に宿敵であるゴメスを攻撃し、因縁の対決を展開する。

### 『大怪獣バトル ウルトラ銀河伝説 THE MOVIE』に登場するリトラ（S）
映画『大怪獣バトル ウルトラ銀河伝説 THE MOVIE』に登場。
ゴモラと共にウルトラマンベリアルの怪獣軍団に立ち向かい、自身は素早く飛び回ることで怪獣軍団を翻弄するが、ベリアルにギガバトルナイザーで叩き落とされる。

### 『ウルトラ銀河伝説外伝 ウルトラマンゼロVSダークロプスゼロ』に登場するリトラ（S）
DVD作品『ウルトラ銀河伝説外伝 ウルトラマンゼロVSダークロプスゼロ』に登場。
惑星チェイニーにてレイに召喚され、背中にレイを乗せてサロメ星人の実験基地を攻撃するが、メカゴモラのメガ超振動波で撃ち落とされ、ネオバトルナイザーに回収される。

### 『ウルトラマンゼロ外伝 キラー ザ ビートスター』に登場するリトラ（S）
DVD作品『ウルトラマンゼロ外伝 キラー ザ ビートスター』に登場。
ビートスター天球にて傷ついたゴモラの代わりに召喚され、ビートスターに洗脳されていたジャンボットと戦う。ジャンナックルで叩き落とされたところをバトルアックスで止めを刺されそうになるが、エメラナの呼びかけでジャンボットが動きを止めたために助かり、ネオバトルナイザーに回収される。

## その他の作品に登場するリトラ
- 『ウルトラゾーン』第12話のアイキャッチでは、トラックの荷台に乗せられて運ばれており、それをゴメスが追いかける姿が描かれている[34]。
- ゲーム『大怪獣デブラス』では、リトラのパロディの古代鳥獣ヤセギュルウスが登場する。
- テレビシリーズ『ウルトラマンZ』では、ゴメスと違って実際に登場こそしないものの『Q』の登場個体と同様の設定を持つ複数の個体が存在していることが、ナカシマヨウコやオオタユカの資料で描かれている。